# Лојбсдорф (Саксонија)
Лојбсдорф (њем. Leubsdorf) општина је у њемачкој савезној држави Саксонија. Једно је од 61 општинског средишта округа Средња Саксонија. Према процјени из 2010. у општини је живјело 3.833 становника. Посједује регионалну шифру (AGS) 14522320.

## Географски и демографски подаци
Лојбсдорф се налази у савезној држави Саксонија у округу Средња Саксонија. Општина се налази на надморској висини од 396 метара. Површина општине износи 34,5 km². У самом мјесту је, према процјени из 2010. године, живјело 3.833 становника. Просјечна густина становништва износи 111 становника/km².